# Надин Гордимер
Надин Гордимер (енгл. Nadine Gordimer; Спрингс, 20. новембар 1923 — Јоханезбург, 13. јул 2014), била је јужноафричка књижевница, политички активиста и добитник Нобелове награде за књижевност 1991. У својим делима бавила се питањима морала и расизма, посебно у контексту апартхејда у Јужној Африци.
Написала је више од 30 књига, укључујући и романе "Јулски људи", као и "Прича мог сина" "Случајни сусрет" и "Додји себи", који су преведени на српски језик. Букерову награду добиле је 1974. за роман "Конзерватор". На српски језик су преведени њени романи: „Прича мога сина“ (My Son's Story, 1990), „Случајни сусрет“ (The Pickup, 2001) и „Дођи себи“ (Get a Life, 2005).
Гордимер је умрла после кратке болести 13. јула 2014.

## Младост
Гордимер је рођена у близини Спрингса, Гаутенг, рударског града у Источном Ранду изван Јоханезбурга. Била је друга ћерка својих родитеља. Њен отац, Исидоре Гордимер, био је литвански јеврејски имигрант часовничар из Жагаре (тада Руска Империја, сада Литванија), а њена мајка, Хана „Нан“ (Мајерс) Гордимер, била је из Лондона. Њена мајка је била из асимилиране породице јеврејског порекла; Гордимер је одрасла у секуларном домаћинству.

### Породично порекло
Гордимерино рано интересовање за расну и економску неједнакост у Јужној Африци делимично су обликовали њени родитељи. Искуство њеног оца као избеглице из царске Русије помогло је у формирању Гордимериног политичког идентитета, али она није била ни активиста ни посебно саосећајна према искуствима црнаца под апартхејдом. Насупрот томе, Гордимер је видела активизам своје мајке, чија је забринутост због сиромаштва и дискриминације са којима се суочавају црнци у Јужној Африци довела до тога да оснује јаслице за црну децу. Гордимер је такође била сведок владине репресије из прве руке као тинејџер; полиција је извршила рацију у њеној породичној кући, запленивши писма и дневнике из собе за послугу.
Гордимер је школована у католичкој самостанској школи, али је као дете углавном била везана за кућу јер је њена мајка, из „својих чудних разлога“, није дала у школу (очигледно се плашила да Гордимер има слабо срце). Везана за кућу и често изолована, почела је да пише у раном детињству, а прве приче објавила је 1937. са 15 година. Њено прво објављено дело била је кратка прича за децу „Потрага за виђеним златом“, која се појавила у Дечјем недељном експресу 1937. године; Отприлике у исто време на Форуму се појавила још једна дечија прича „Дођи сутра“. Са 16 година објавила је своје прво дело фикције за одрасле.

## Каријера
Гордимер је студирала годину дана на Универзитету Витватерсранд, где се први пут мешала са колегама професионалцима преко траке боја. Такође се укључила у ренесансу Софијатауна. Није стекла диплому, већ се 1948. преселила у Јоханезбург, где је након тога живела. Док је похађала часове у Јоханезбургу, наставила је да пише, објављујући углавном у локалним јужноафричким часописима. Сакупила је многе од ових раних прича у Лице у лице, дело објављено 1949.
Године 1951, Њујоркер је прихватио Гордимерову причу „Чувач мртвих“, чиме је започета дугу везу и приближено је њено дело много већој публици. Гордимер, која је рекла да верује да је кратка прича књижевна форма за наше доба, наставила је да објављује кратке приче у Њујоркеру и другим истакнутим књижевним часописима. Њен први издавач, Лулу Фридман, била је супруга парламентараца Бернарда Фридмана, и управо је у њиховој кући, „Тол трис“ у Првој авенији, Нижи Хотон, Јоханезбург, Гордимер је упознала друге антиапартхејдске писце.
Гордимерин први роман, Дани лажи, објављен је 1953. године.

### Новеле
- The Lying Days (1953)
- A World of Strangers (1958)
- Occasion for Loving (1963)
- The Late Bourgeois World (1966)
- A Guest of Honour (1970)
- The Conservationist (1974) – joint winner of the Booker prize in 1974
- Burger's Daughter (1979)
- July's People (1981)
- A Sport of Nature (1987)
- My Son's Story (1990)
- None to Accompany Me (1994)
- The House Gun. 1998.
- The Pickup (2001)
- Get a Life (2005)
- No Time Like the Present (2012)[15]

### Драме
- The First Circle, in Six One-act Plays by South African Authors. 1949.

### Кратке приче

#### Колекције
- Face to Face (1949)
- The Soft Voice of the Serpent (1952)
- Six Feet of the Country (1956)
- Which New Era Would That Be? (1956)
- Friday's Footprint (1960)
- Not for Publication (1965)
- Livingstone's Companions (1970)
- Selected Stories. 1975.
- Some Monday for Sure (1976)
- No Place Like: Selected Stories (1978)
- A Soldier's Embrace (1980)
- Town and Country Lovers (1982), published by Sylvester & Orphanos
- Something Out There (1984)
- Correspondence Course and other Stories (1984)
- The Moment Before the Gun Went Off (1988)
- Once Upon a Time. 1989.
- Crimes of Conscience. 1991.
- Jump: And Other Stories (1991)
- Why Haven't You Written: Selected Stories 1950-1972 (1992)
- Something for the Time Being 1950-1972 (1992)
- Loot and Other Stories (2003)
- Beethoven Was One-Sixteenth Black (2007)
- Life Times: Stories (2011)

### Есеји, репортаже и други прилози
- What Happened to Burger's Daughter or How South African Censorship Works (1980)
- The Essential Gesture: Writing, Politics and Places (1988)
- The Black Interpreters (1973)
- Writing and Being: The Charles Eliot Norton Lectures (1995)
- Living in Hope and History. 1999.
- Gordimer, Nadine (16. 12. 2013). „Nelson Mandela”. The Talk of the Town. Postscript. The New Yorker. св. 89 бр. 41. стр. 24, 26.

### Уређени радови
- Telling Tales (2004)
- Telling Times: Writing and Living, 1950–2008 (2010)

### Друго
- "The Gordimer Stories" (1981–82) – adaptations of seven short stories; she wrote screenplays for four of them
- On the Mines (1973)
- Lifetimes Under Apartheid (1986)
- "Choosing for Justice: Allan Boesak" (1983) (documentary with Hugo Cassirer)
- "Berlin and Johannesburg: The Wall and the Colour Bar" (documentary with Hugo Cassirer)